# Acianthera spilantha
Acianthera spilantha là một loài phong lan.